# روبر برازیاک
روبر برازیاک (به فرانسوی: Robert Brasillach) نویسنده، روزنامه‌نگار و منتقد فیلم قرن بیستم میلادی اهل فرانسه است.